# Malí en los Juegos Paralímpicos de Sídney 2000
Malí estuvo representado en los Juegos Paralímpicos de Sídney 2000 por un deportista masculino. El equipo paralímpico maliense no obtuvo ninguna medalla en estos Juegos.